# Hoya solaniflora
Hoya solaniflora är en oleanderväxtart som beskrevs av Rudolf Schlechter. Hoya solaniflora ingår i släktet Hoya och familjen oleanderväxter. Inga underarter finns listade i Catalogue of Life.